# أنظار (اسم)
أَنْظَار هو اسم علم مؤنث من أصل عربي، ومعناه هو ذات البصر والبصيرة.